# La Nue et le Mort
La Nue et le Mort (The Girl Who Was Possessed) est un roman policier de l’écrivain australien Carter Brown publié en 1963 aux États-Unis, et, sous le titre The Sinners, en Australie. Le livre paraît en France en 1964 dans la Série noire. La traduction, prétendument "de l'américain", est signée Gilberte Sollacaro. C'est une des nombreuses aventures du lieutenant Al Wheeler, bras droit du shérif Lavers dans la ville californienne fictive de Pine City - la dix-huitième traduite en français aux Éditions Gallimard. Le héros est aussi le narrateur.

## Résumé
Le corps d'une femme nue, portant un masque de chat et poignardée, est trouvé dans le jardin de la clinique du Docteur Maybury, qui l'identifie comme une ancienne patiente, paranoïaque,  Nina Ross. Mais au supposé domicile de la victime, Al Wheeler trouve une Nina Ross bien en forme. Et en cherchant celui qui payait le séjour en clinique de la fausse Nina Ross, le lieutenant découvre un expert en démonologie et messes noires. Après quoi la femme d'un homme d'affaires l'appelle au secours pour lui confier que son mari, qui a disparu, est le représentant local du Syndicat du crime. Al Wheeler hésite : pactiser avec les gangsters plutôt qu'avec le diable ?

## Personnages
- Al Wheeler, lieutenant enquêteur au bureau du shérif de Pine City.
- Le shérif Lavers.
- Annabelle Jackson, secrétaire du shérif.
- Doc Murphy, médecin légiste.
- Le sergent Polnik.
- Docteur Maybury, directeur de la Maison de santé Hillstone.
- Nina Ross, dessinatrice de mode, amie de la victime.
- James Arist, oncle de la victime.
- Margie Travers, épouse de Paul Travers, de la Société Travers et Balden.
- Dana Balden, associé de Paul Travers.
- Johnny Crystal, bras droit de Balden, amant de Nina Ross.
- Pete, Harry et Ed, gros bras de Dana Balden.
- Sam, patron d'une casse automobile.
- Bernie Holt, employé de la morgue.

## Édition
- Série noire no 847, 1964,  (ISBN 2070478475). Réédition : sous le titre À la santé de Satan, Carré noir no 224 (1976),  (ISBN 2070432246).